# Ульянов Георгій Олексійович
Георгій Олексійович Ульянов — радянський державний діяч, завідувач відділу машинобудування ЦК КПУ.

## Життєпис
Освіта вища. Член КПРС з 1956 року.
Перебував на відповідальній партійній роботі.
У 1963—1965 роках — заступник завідувача відділу машинобудування ЦК КПУ.
У березні 1965 — 27 грудня 1966 року — завідувач відділу машинобудування ЦК КПУ. Звільнений з посади «у зв'язку з переходом на іншу роботу».
Подальша доля невідома.

## Нагороди та відзнаки
- орден «Знак Пошани»
- ордени
- медалі